# Горња Саона
Горња Саона (фр. Haute-Saône) департман је у источној Француској. Припада региону Франш-Конте, а главни град департмана (префектура) је Везул. Департман Горња Саона је означен редним бројем 70. Његова површина износи 5.360 км². По подацима из 2010. године у департману Горња Саона је живело 239.548 становника, а густина насељености је износила 45 становника по км².
Овај департман је административно подељен на:
- 2 округа
- 32 кантона и
- 545 општина.

## Демографија
| 1999.   | 2011.   |
| ------- | ------- |
| 229.732 | 239.695 |